# Walter Wolf (Politiker)
Walter Wolf (* 27. Februar 1907 in Gotha; † 2. April 1977 in Potsdam) war ein deutscher Politiker (KPD, SED) und Pädagoge.

## Leben
Walter Wolf legte 1928 an der Aufbauschule in Gotha das Abitur ab und studierte von 1928 bis 1931 Philosophie, Pädagogik, Psychologie und Nationalökonomie bzw. Geschichte (Wahlfach) an der Universität Jena. Hier war er Mitglied der kommunistischen Hochschulgruppe und trat am 1. Januar 1930 in die KPD ein. Von 1931 bis 1938 war er als Volksschulkandidat in Zechau-Leesen (Landkreis Altenburg), Volksschulanwärter (Status eines nichtplanmäßigen Beamten) und Hilfslehrer in Kulm (Landkreis Schleiz) bzw. als Volksschullehrer in Zeulenroda tätig. Um sein berufliches Fortkommen zu sichern, trat Wolf am 1. November 1933 nach Abstimmung mit der illegalen KPD-Leitung dem SA-Sturm 3/19 in Zeulenroda als Sturmmann bei und wurde dort weltanschaulicher Schulungsleiter. Ab dem 1. Februar 1934 war er Mitglied des NS-Lehrerbundes und wurde zum 2. Februar 1934 Mitglied der NS-Volkswohlfahrt, ab Juli 1936 als NSV-Amtswalter.
1938 wurde ihm nach Auffliegen seiner illegalen Tätigkeit für die KPD und der Planung von Sabotageakten ein Prozess wegen „Vorbereitung zum Hochverrat“ gemacht, der 1. Strafsenat des Oberlandesgerichts in Jena sprach Walter Wolf jedoch am 4. April 1938 aus Mangel an Beweisen frei. Er wurde jedoch in „Schutzhaft“ ins Konzentrationslager Buchenwald verbracht, wo er bis 1945 verblieb.
Zusammen mit Hermann Brill und anderen erarbeitete er im Buchenwalder Volksfrontkomitee den Entwurf von schulpolitischen Sofortmaßnahmen.
Von 1945 bis 1947 war er Leiter des Landesamtes für Volksbildung bzw. Minister für Volksbildung in Thüringen. Die Sozial-Pädagogische Fakultät der Friedrich-Schiller-Universität Jena verlieh ihm 1945 die Ehrendoktorwürde. Dort war Wolf Begründer und bis 1949 auch Direktor des Instituts für Dialektischen Materialismus. Sein Versuch, sich an der Fakultät mit einer Arbeit über Hegels Dialektik zu habilitieren, scheiterte indes an fachlicher Unzulänglichkeit. 1949 wurde Wolf zum Professor für Theoretische Pädagogik an der Universität Leipzig ernannt. Von 1953 bis 1972 wirkte er dann als Professor an der Pädagogischen Hochschule Potsdam. Das Institut für Lehrerbildung in Weimar (Schwanseestrasse 11, ehemaliges „Landbundhaus“, 1933–1945 „Darré-Haus“ der Landesbauernschaft Thüringen) trug zu DDR-Zeiten seinen Namen.
1977 wurde Wolf mit der Ehrenspange zum Vaterländischen Verdienstorden in Gold ausgezeichnet. Das Weimarer Institut für Lehrerbildung erhielt seinen Namen.

## Schriften
- Kritik der Unvernunft. Zur Analyse der nationalsozialistischen Pseudophilosophie, Thüringer Verlagsanstalt, Weimar 1947 (Manuskript 1944 im Konzentrationslager Buchenwald verfasst)